# Fiorinia hederae
Fiorinia hederae är en insektsart som beskrevs av Hall och Williams 1962. Fiorinia hederae ingår i släktet Fiorinia och familjen pansarsköldlöss.
Artens utbredningsområde är Pakistan. Inga underarter finns listade i Catalogue of Life.